# 중간창자
중간창자(midgut) 또는 중장(中腸)은 대부분의 창자가 발생하는 배의 일부이다. 앞창자의 끝인 바터팽대부(쓸개관이 열리는 지점)에서 가로잘록창자의 3분의 2까지를 중간창자라고 한다. 소화계의 많은 샘이 중간창자에서 열린다.

## 같이 보기
- 앞창자
- 뒤창자